# Regenschirm

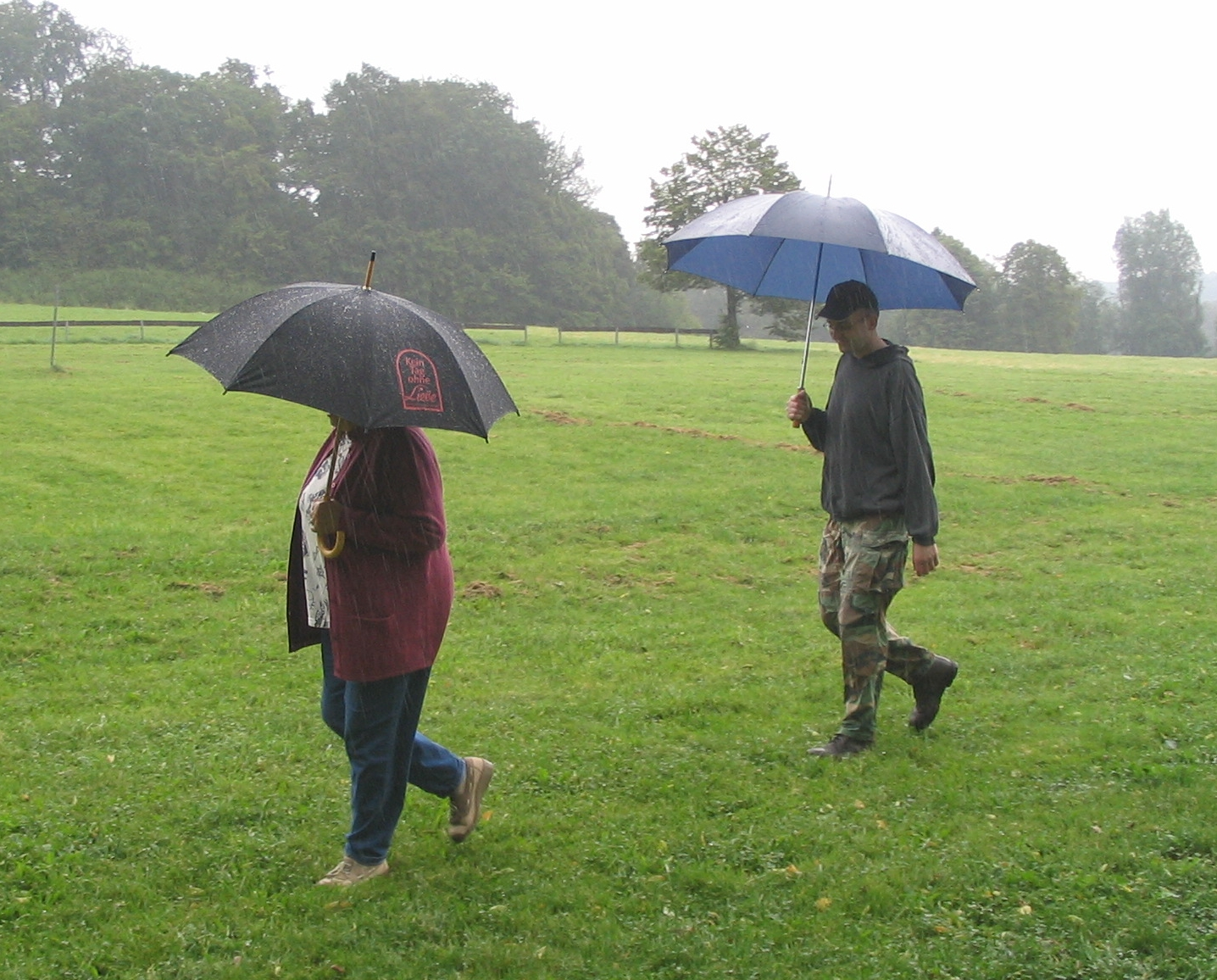
Regenschirme im Einsatz

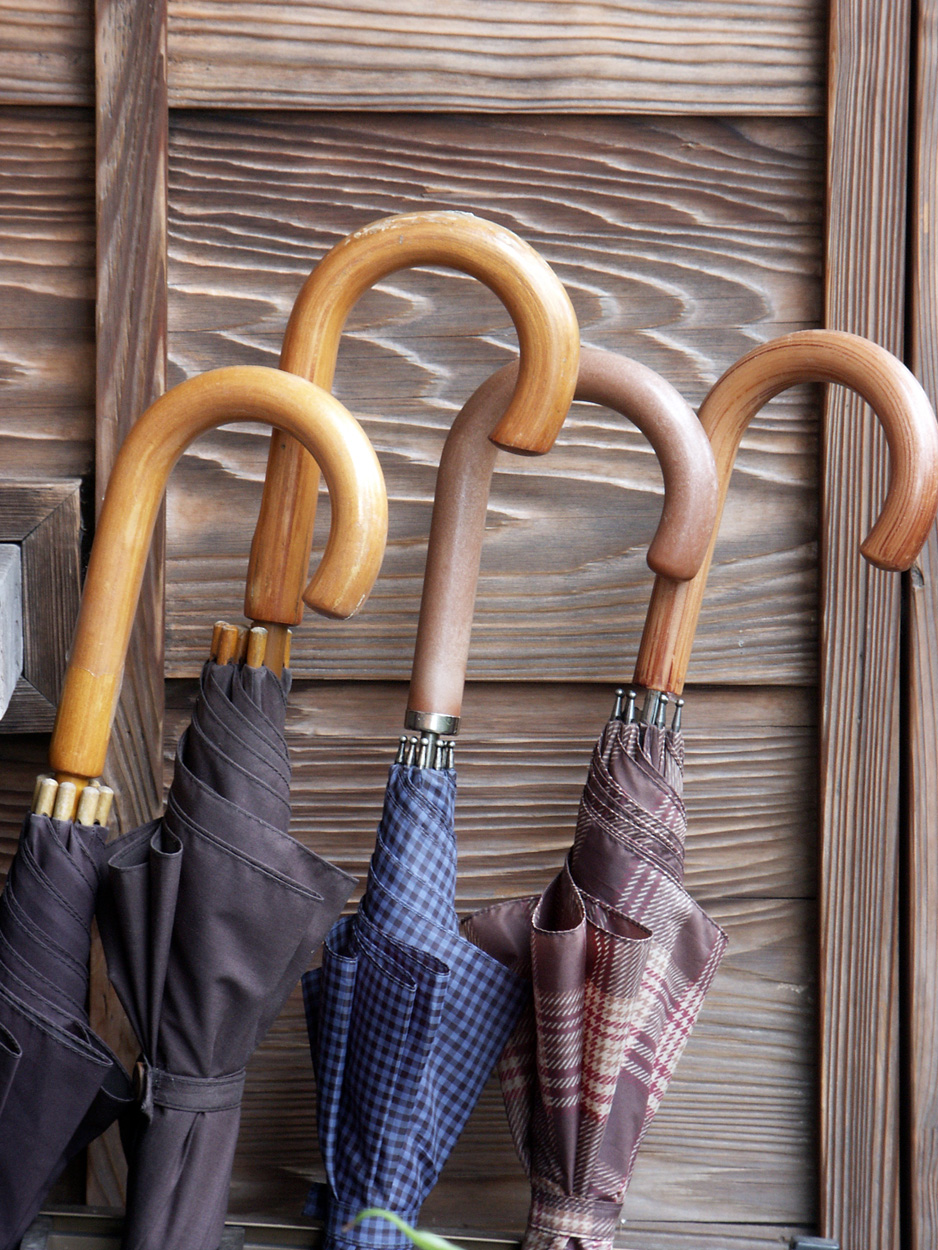
Regenschirme bei Nichtgebrauch

Einzelteile eines typischen Schirms

Ein Regenschirm (selten regional frz. Parapluie oder eingedeutscht Paraplü. Älter dialektal auch Parasol genannt, was eigentlich „Sonnenschirm“ heißt) ist ein Gebrauchsgegenstand, der vor Wettereinflüssen schützen soll. Er besteht ursprünglich aus einer Plane aus Stoff (früher oft Seide, heute zumeist aus Nylon oder anderen Polyamiden), welche auf Kiele gespannt ist (ehemals wurden Federkiele als Material verwendet) und traditionell an einem langen und lotrecht aufgesetzten Stiel in die Höhe gehalten wird. Zum Festhalten hat der klassische Regenschirm einen Griff, meist in Form eines gekrümmten Spazierstocks oder eines Knaufs. Regenschirme schützen vor Niederschlägen, bergen aber bei stärkerem Wind stets die Gefahr des Überstülpens bzw. Umschlagens. Entworfen und angefertigt werden Regenschirme traditionell von Schirmmachern, heute beherrscht jedoch die industrielle Massenproduktion den Markt.

## Geschichte
Sichere Belege, dass Schirme aus wasserdichtem Material als Regenschutz verwendet wurden, finden sich erst für das späte 17. Jahrhundert. Die frühe Geschichte des Regenschirms ist daher eigentlich die des Sonnenschirms.
Der Pariser Kaufmann Jean Marius erfand einen leichten und zusammenklappbaren Regenschirm, der bald zu einem modischen Accessoire für Frauen wurde. Im regenreicheren England setzte sich der Regenschirm im 18. Jahrhundert aber zunächst nicht durch, weil er als „französisch“ galt und bei Männern zudem als ein Zeichen von „Verweiblichung“ galt. Auch in den ländlicheren Gegenden des deutschsprachigen Raums dauerte es bis weit ins 19. Jahrhundert hinein, bis sich Regenschirme verbreiteten.
Zu Beginn des 19. Jahrhunderts waren auch Regenschirme in Mode, die mit Hilfe eines metallenen Erdungsbandes als Blitzschutz eingesetzt werden sollten, deren Schutzversprechen aber recht zweifelhafter Natur waren.
Zum zusammenfaltbaren Regenschirm, der bei Nichtverwendung möglichst wenig Platz einnimmt, gab es bereits im späten 17. Jahrhundert erste Versuche. Durchsetzen konnte sich erst eine Variante, die 1927 vom Bergassessor a. D. Hans Haupt aus Breslau erfunden wurde. Er ließ sich das Modell patentieren und nannte es Knirps. Die Serienherstellung der später bekanntesten deutschen Schirmmarke übernahm ab 1932 Bremshey & Co., später wurde die Marke an das österreichische Unternehmen Doppler verkauft. Die Produktion in Deutschland wurde 1999 eingestellt. Nach jahrelanger Verkaufsstagnation setzte Doppler auf neue Technik, Design und Leichtbaumaterialien und konnte damit die Absatzzahlen steigern.
Einer der bedeutendsten Schirmhersteller in der Bundesrepublik war die Heinrich Zangenberg GmbH & Co. KG in Wallenhorst, die 1876 in Osnabrück gegründet wurde. Zangenberg  produzierte 1962 1,1 Millionen Schirme. 450 Mitarbeiter stellten die Schirme in Fließbandfertigung her.
2007 wurden in Deutschland 25 Millionen Regenschirme verkauft; davon stammten nur 50.000 Stück aus heimischer Produktion. Heute werden etwa 98 % aller Regenschirma in der VR China produziert. In China wurden Regenschirme früher aus Bambusgestänge und Ölpapier gefertigt. Heute werden Schirme aus imprägnierter Baumwolle, Kunststoff oder Nylon mit ausziehbarem Stahlgestänge hergestellt.

## Typen

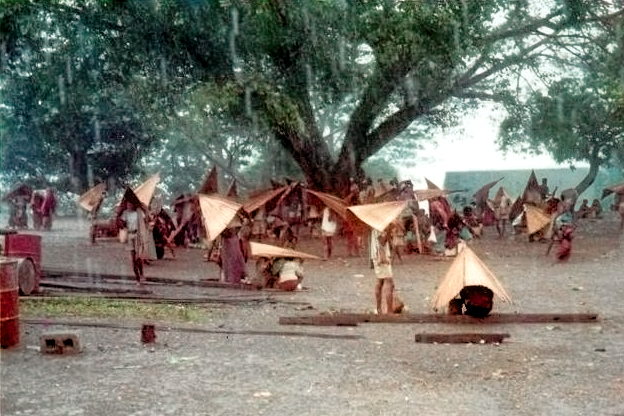
Regenschirme aus Stroh bei den Kemak in Atsabe/Osttimor (1968/70)

Regenschirme lassen sich nach folgenden Gesichtspunkten unterscheiden:

### Bestandteile
| 1. Stock     | 9. Arretierungsstift | 16. Platte/Scheibe  |
| 2. Griff     | 10. Schieber         | 17. Schließband     |
| 3. Bezug     | 11. Obere Feder      | 18. Krone           |
| 4. Schiene   | 12. Untere Feder     | 19. Klettverschluss |
| 5. Scharnier | 13. Glocke           | 20. Druckknopf      |
| 6. Schiene   | 14. Träger           | 21. Einnähetikett   |
| 7. Spitzel   | 15. Zwinge           | 22. Rosette         |

Segmentanzahl

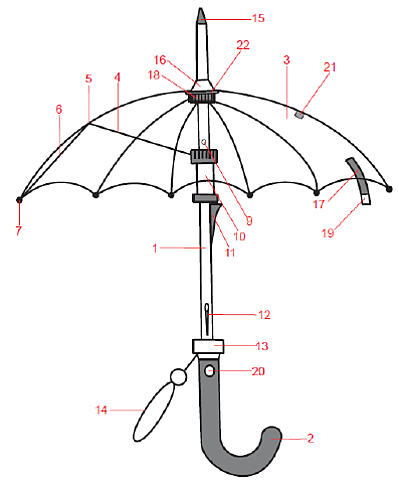
Regenschirm-Bestandteile

- Üblich sind acht Segmente, aber auch sechs, sieben, zehn, zwölf oder 16 Segmente sind zu finden. Der Schirm wird mit wachsender Segmentzahl immer „runder“ und durch den Einbau weiterer Streben schwerer und stabiler.

Grundtypen
- Langschirm (auch „Long“): Schirm, dessen Stangen nicht klappbar sind und dessen Stock nicht teleskopierbar ist.
- Taschenschirm: kleiner faltbarer und teleskopierbarer Schirm. Als Mini-Taschenschirm bezeichnet man einen kleinen Taschenschirm, dessen Stock mehrfach teleskopierbar ist und dessen Stangen mehrfach geklappt bzw. zusammengeschoben werden können. Ein Mini-Taschenschirm, der im zusammengelegten Zustand weniger als 20 cm misst, wird als Piccolo-Schirm bezeichnet.

Spezielle Schirmtypen
- Allwetterschirm (En-tout-Cas): Kombinationen aus Sonnen- und Regenschirm werden als En-tout-Cas oder Allwetterschirm bezeichnet. Besonders große Allwetterschirme werden auch als Schutzschirme bezeichnet und kommen besonders in der Freiluftgastronomie zum Einsatz.
- Golfschirm: großer und sonnenfester Schirm mit geradem Griff – kann direkt in den Rasen gesteckt werden und ist im Golfbag vor Beschädigung der Bespannung geschützt
- Anglerschirm: dauerregenfest, sehr groß, kann in den Erdboden gesteckt werden
- Kinderwagenschirm: zumeist Anbringung mit Schwanenhals, dient insbesondere zur Abschattung von Sonnenlicht.
- Trekkingschirm: leichter Schirm für Wanderungen mit Sonderfunktionen (z. B. handfreie Nutzung)[8]
- Kofferschirm: Langschirm, dessen Spitze und dessen Griff sich zur Verstauung abschrauben lassen (z. B. im Kofferraum oder auf Flugreisen)
- Selbstverteidigungsschirm: stabil gearbeitet, um ihn als Schlag- oder Hebelwaffe verwenden zu können[9]
- Brautschirm
- Künstlerschirm
- Motivschirm
- Stützschirm (als Handstockersatz)
- Asymmetrischer Schirm: durch asymmetrisches Schirmdach windstabil

Besondere Formen
- Pagodenschirm
- Glockenschirm
- Doppelkappenschirm
- Herzschirm

Besondere Größen
- Kinderschirm: kleinerer Durchmesser und teilweise besondere Sicherheitsvorkehrungen (z. B. stark reflektierende Farben)
- Portier- oder Gastschirm: großer Schirme für mehrere Personen (z. B. für einen Portier und einen Gast)

Öffnungssysteme
- Einfache Handöffnung, für die zwei Hände erforderlich sind. Eine Hand hält den Schirm am Griff fest, während die andere Hand den Schieber am Stock entlang nach oben drückt, bis der Schirm gespannt ist und der Schieber an der Federraste einrastet
- Automatikschirme können mit einer Hand geöffnet werden. Als Öffnungshilfe dient eine Schraubendruckfeder – im  zusammengeklappten Zustand wird die Schirmdachmechanik mit einem Haken gehalten, der durch einen Tastendruck gelöst wird. Automatikschirme gibt es als Lang- und Taschenschirme.
- Vollautomatikschirme lassen sich per Knopfdruck sowohl ausfahren und aufspannen als auch wieder entspannen. Die Spannfedern werden beim mechanischen Zusammenschieben erneut gespannt.

Verwendungszwecke
- Werbefläche: Regenschirme können Werbemittel und Werbegeschenk sein.
- Dekoration und Architektur: Regenschirme werden beispielsweise für architektonische Installationen oder zur Dekoration von Schaufenstern auf kreative Weise eingesetzt.
- Kunst, Tanz und Theater: Auch kommen Regenschirme bei einigen Kunstinstallationen sowie Theater- und Tanzaufführungen zum Einsatz.
- Demonstrationen: Auf Demonstrationen werden teilweise Regenschirme eingesetzt, um entweder Botschaften zu verbreiten, oder zum Schutz gegen Gewalteinwirkung (z. B. Pfefferspray). Bekannt hierfür ist er unter anderem durch die Proteste in Hongkong 2014 geworden.
- Baustellen: Bauarbeiter schützen sich in Schächten oder Baugruben beispielsweise beim Spleißen von Telefonkabeln, Stromkabeln oder Rohren vor das Werkgut beschädigendem Regen.

## Schwachstellen
Wenn Schirme verschleißen, müssen sie an folgenden Stellen besonders häufig repariert werden:
- Speichen erneuern ca. 30 %
- Schieber erneuern ca. 25 %
- Niete ersetzen ca. 20 % (Hohlniete gegen Massivniete, für besseren Halt)
- Kugelspitzen erneuern und sonstige Näharbeiten ca. 15 %
- sonstige Kleinreparaturen, Top erneuern, Mittelfeder wechseln, Gabelhäkchen ersetzen usw. ca. 10 %[10]

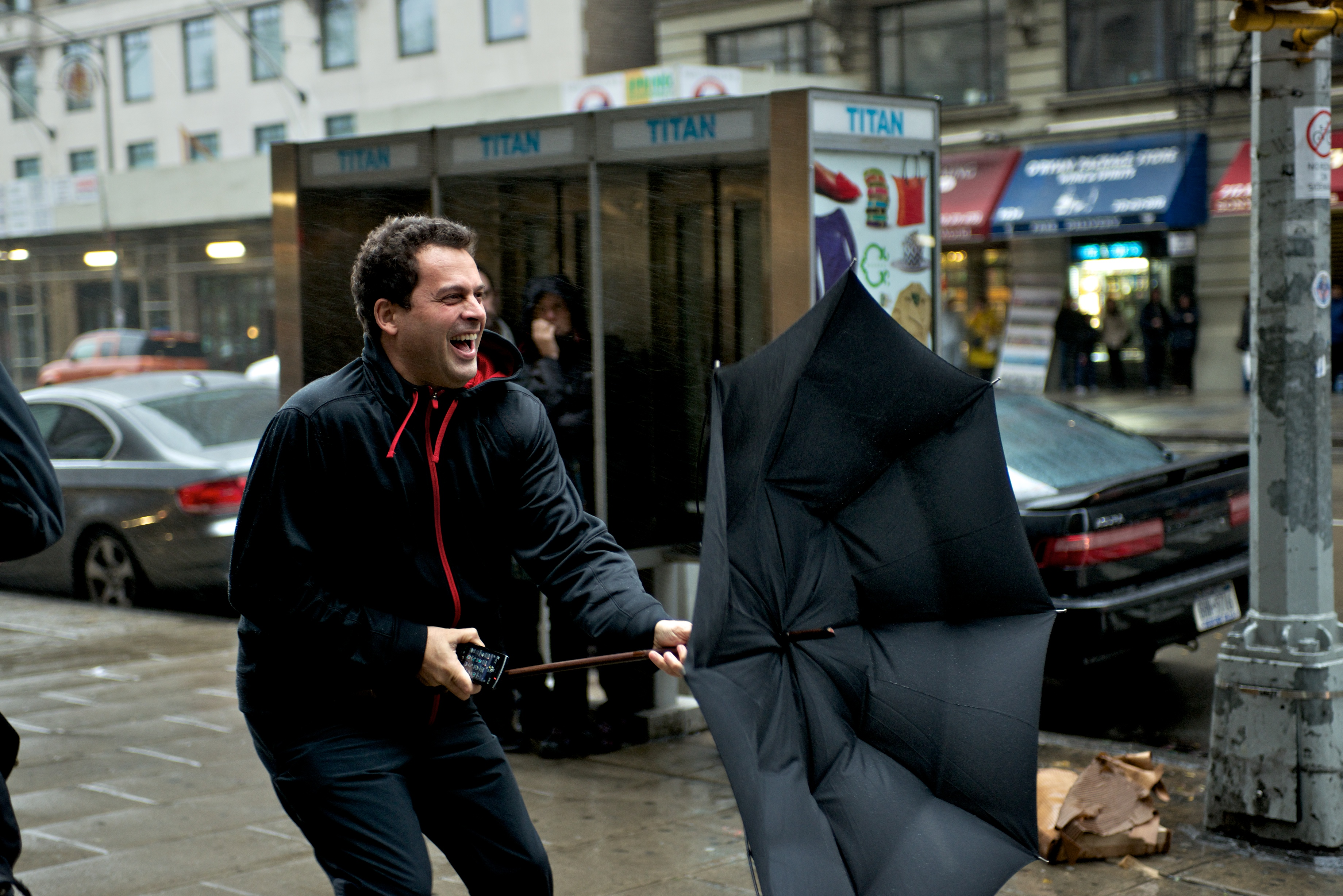
Umgestülpter Regenschirm beim Hurrikan Sandy in New York City.

Insbesondere filigran gebaute Schirme können sich umstülpen, wenn sich starker Wind in der konkaven Bucht der Schirmunterseite fängt, was mitunter zum Totalversagen durch Knicke in den Speichen führen kann. Ein derartig umgestülpter Regenschirm ist spätestens seit dem Struwwelpeter graphisches Symbol für starken Wind. Schirme sind in den Metropolen des Westens so billig zu haben, dass nach einem stürmischen Regen in den Zentren westlicher Städte zahlreiche kaputte Schirme in den Mülleimern stecken.

## Position und Ausrichtung
Wenn sich der Träger des Schirms bewegt oder die Regentropfen nicht vertikal, sondern schräg fallen, ist es zweckmäßig, den Schirm mit seinem Schwerpunkt etwas schräg vor (und über) den Körper zu halten, um die zu schützenden Bereiche trocken zu halten (z. B. Haare, Gesicht, Hände, Bekleidung, Transportgüter oder ein Mobiltelefon). Durch diese Position erreicht man die größtmögliche Wirkfläche in Bezug auf das Abhalten von Regentropfen, da die Schirmfläche rechtwinklig zu den Stromlinien der Tropfen gehalten wird.
Komfortabel und mit wenig Kraftaufwand lässt sich ein Schirm halten, wenn sich die Vektorsumme aus Windkraft und Schwerkraft in der haltenden Hand abstützen kann, ohne dass ein Kippmoment von der haltenden Hand kompensiert werden muss. Durch die Wölbung der Schirmfläche kommt es zu einem Auftrieb infolge seitlich anströmenden Windes. Der so entstandene Auftrieb erleichtert das Tragen, da er der Schwerkraft unmittelbar entgegenwirkt.
Relevant für die Haltfestigkeit ist auch noch die Ausformung des Griffes. Eine typische Variante für den Griff ist ein Stab, der entweder gerade axial verläuft oder aber typisch 180–200° weit kreisförmig gebogen ausläuft. Eine weitere weit verbreitete Alternative stellt der klassische Knauf dar. Manche Griffe weisen zusätzlich eine Handschlaufe auf, die auch das Halten unterstützen kann. Die Haptik des Griffs soll die gute Haftung verbessern. Hohe Reibewerte werden durch die Verwendung eines bestimmten Materials (beispielsweise Gummi) oder eine bestimmte Oberflächenstruktur (beispielsweise Narbung oder Querrillen) erreicht. Längsrillen (oder Stegnähte eines Überzugs aus Leder oder Kunststoff) unterstützen zusätzlich das schwungvolle, reibungsarme in Gehrichtung pendelnde Schwingen des Schirmes. Zu dieser Ausschwingbewegung kommt es insbesondere beim flotteren Gehen oder auch bei der Nutzung des Regenschirmes als Gehstock.
Wird ein Schirm gegen Benetzung durch Nebeltreiben eingesetzt, ist es zweckmäßig, die Schirmfläche etwa in einer vertikalen Ebene zu halten, um die etwa horizontal mit dem Wind ankommenden Nebeltropfen vom Anwender fernzuhalten. Schafhirten in den Pyrenäen verwenden dazu recht große Schirme, die mit dem Stab auf die Schulter gelegt oder mit Schirm und Stab am Boden abgestellt werden. Auch Angler sind insbesondere nachts als Nebel ankommendem Tau ausgesetzt.
Auch können Schirme in den Boden gesteckt werden, um Schutz vor horizontalem Niederschlag zu bieten.

## Abbildungen

Speichenzahl
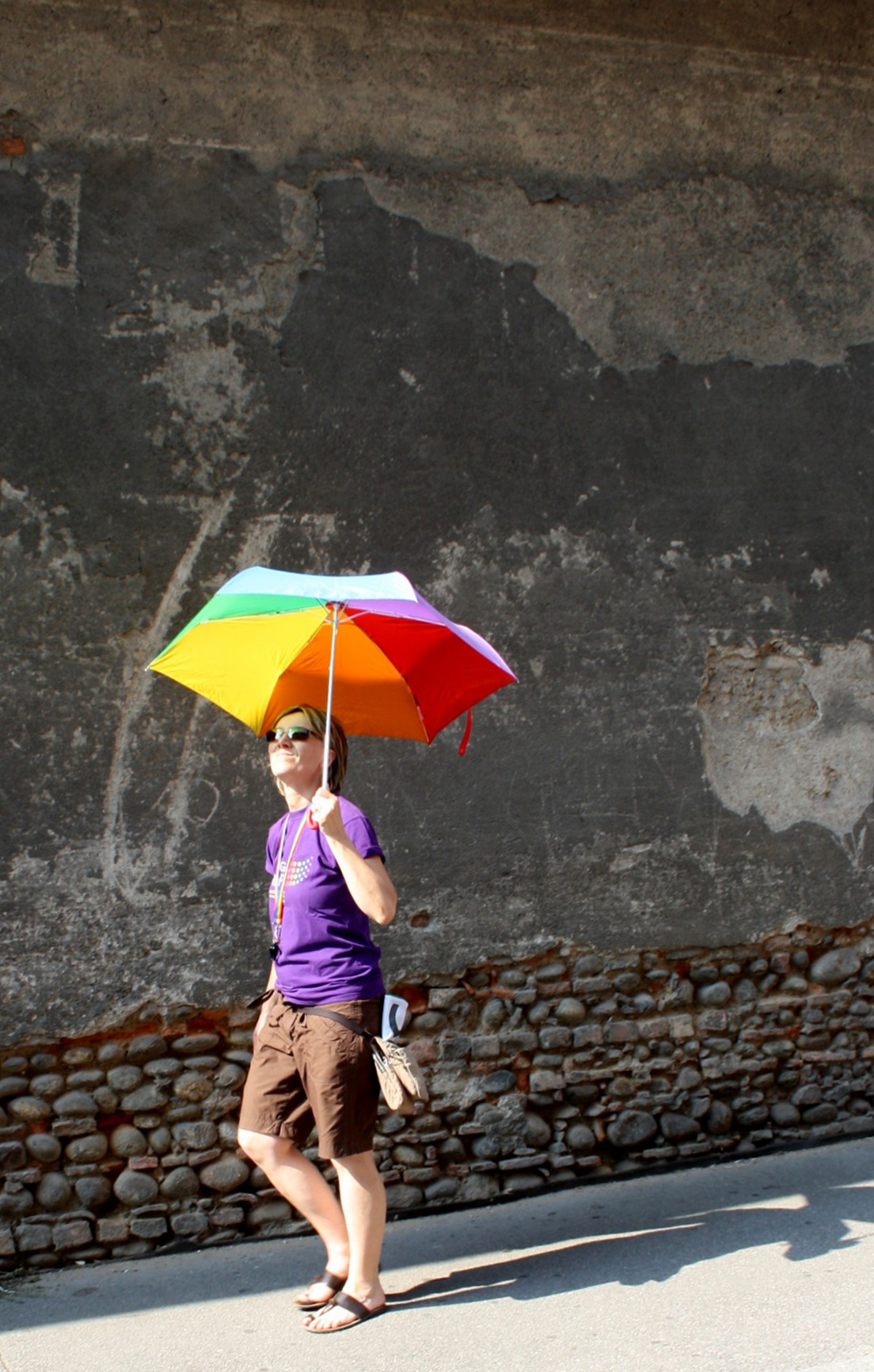
Taschenschirm mit nur 6 Speichen
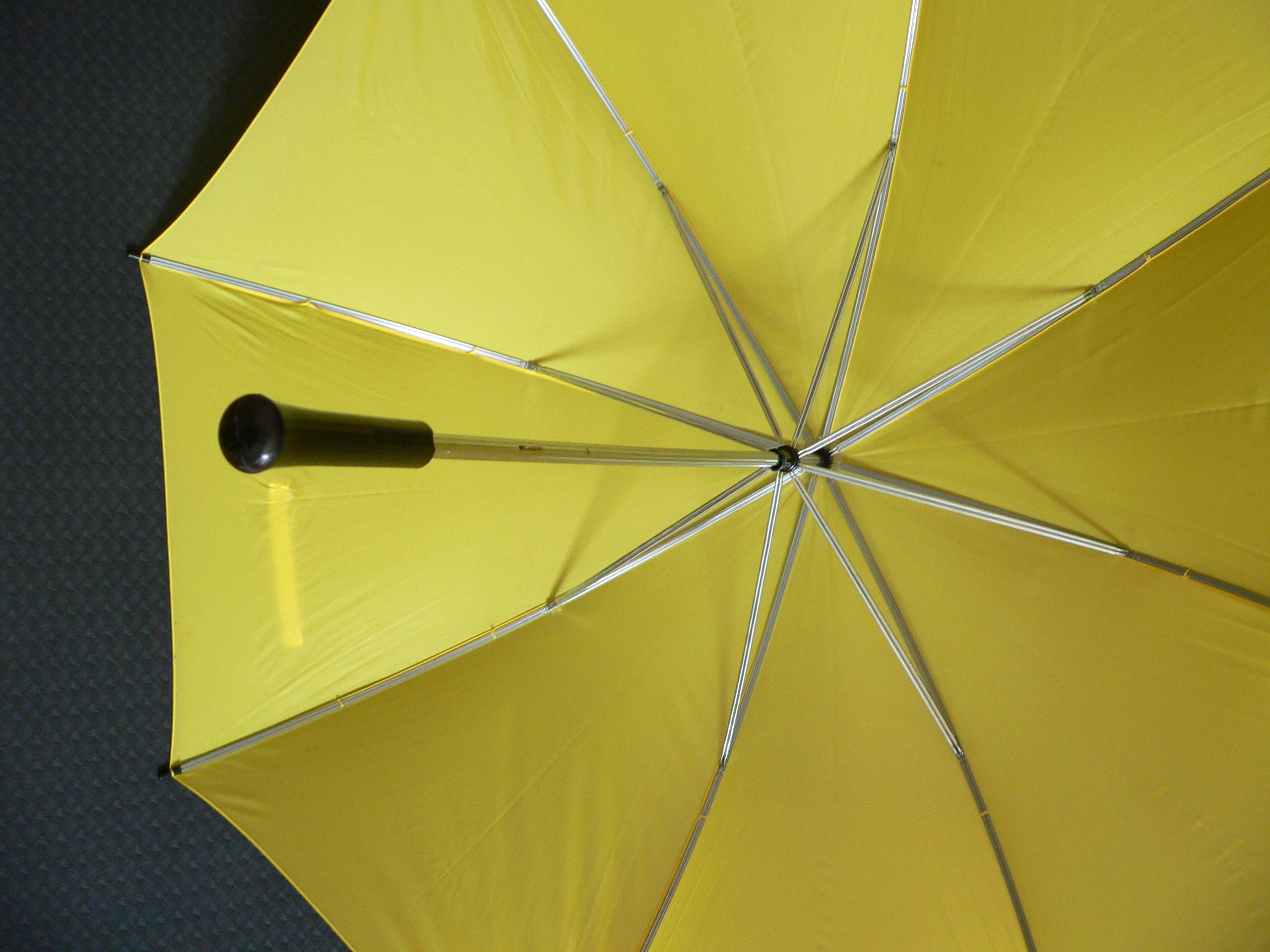
Stockschirm mit 8 Speichen (in Doppelausführungen)
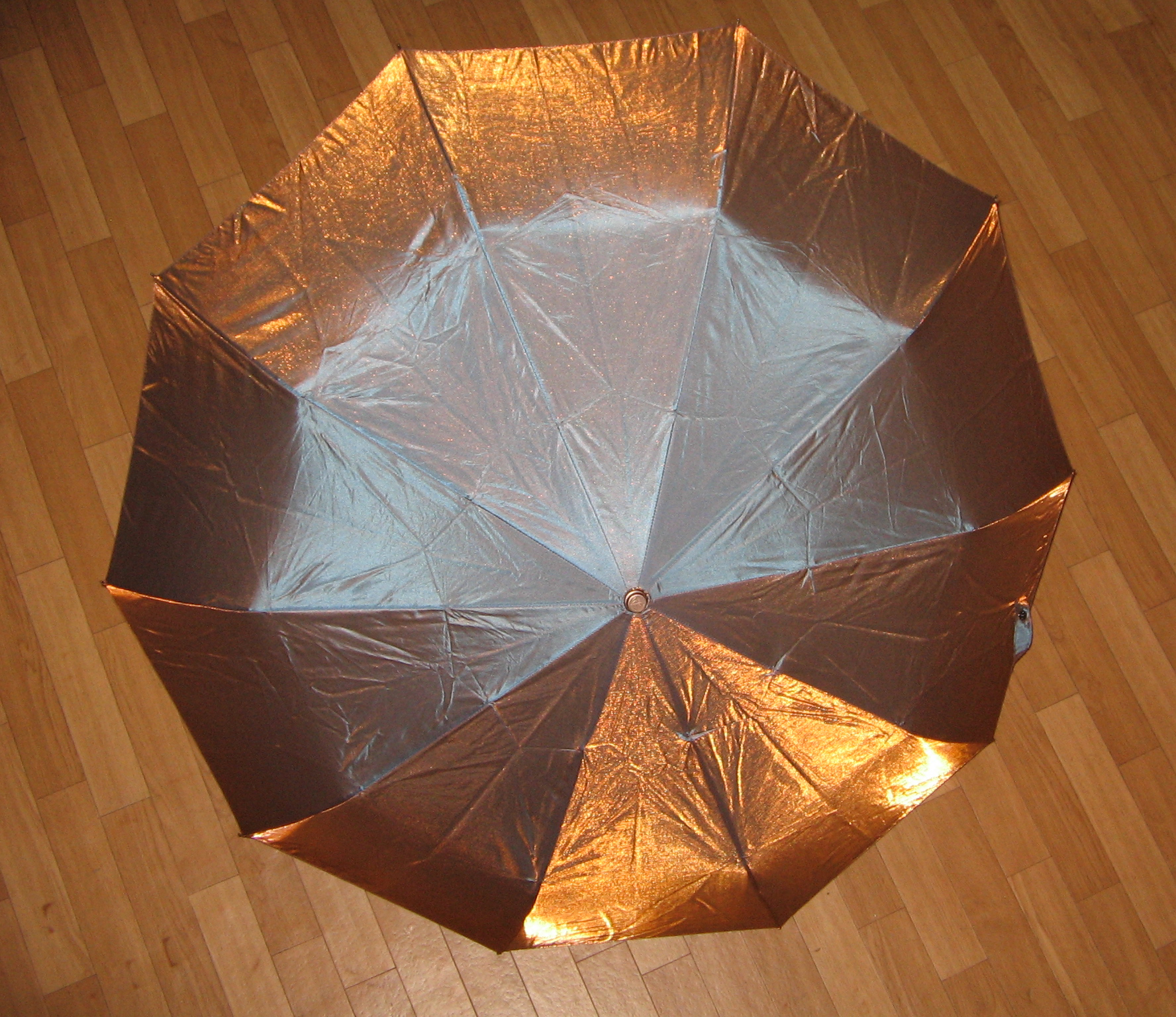
10 Speichen
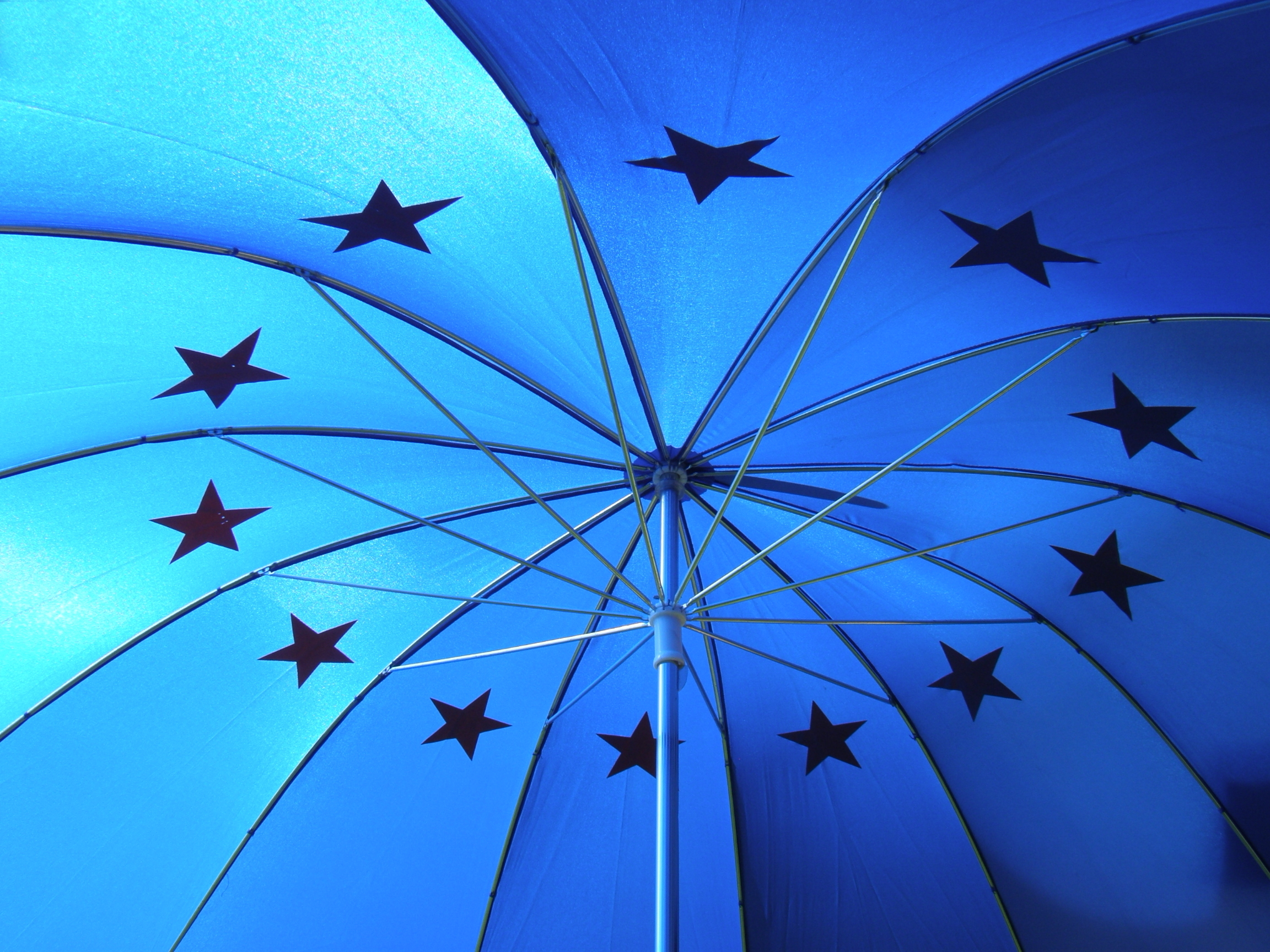
Manueller Stockschirm mit 12 Speichen
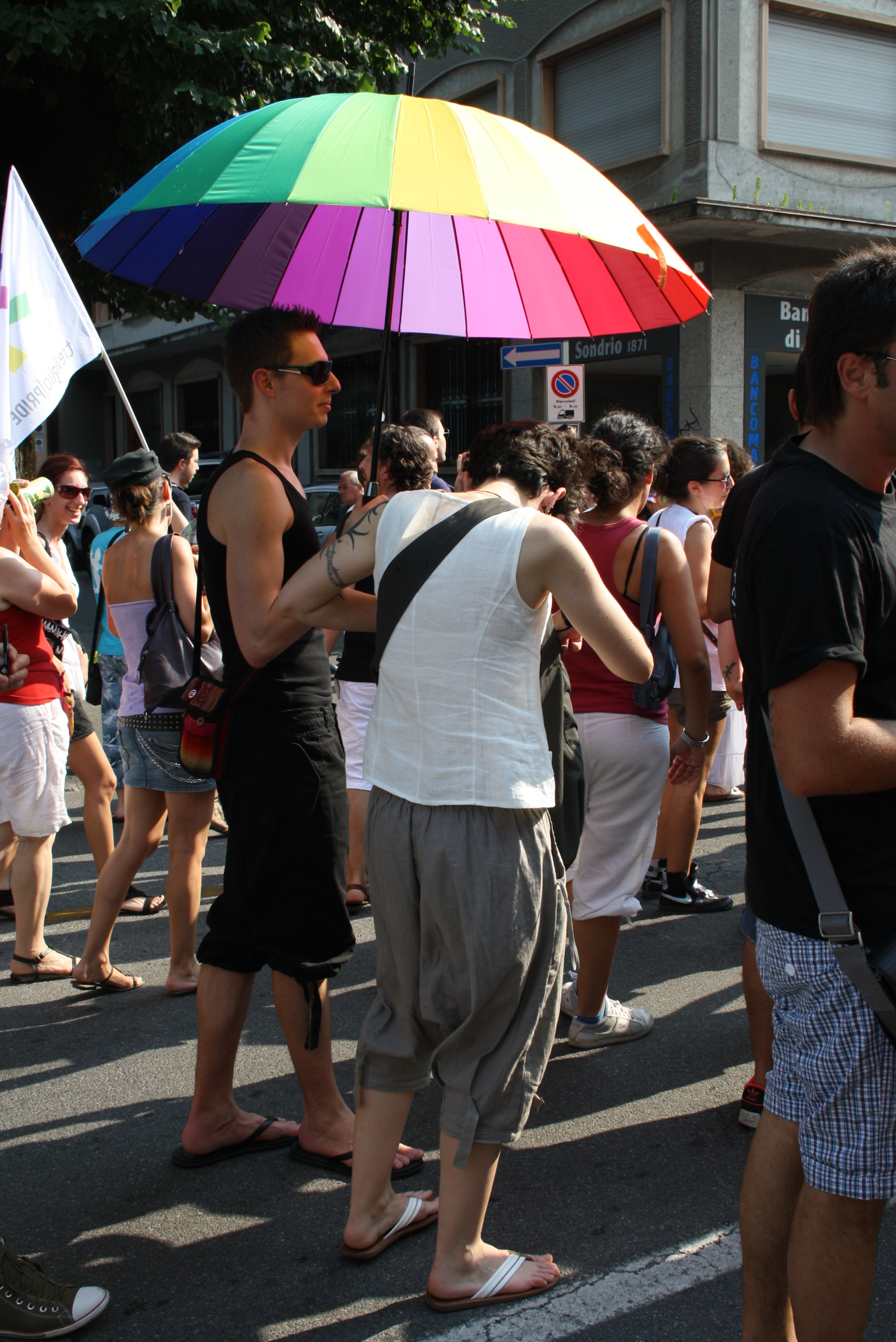
XL-Schirm mit 24 Speichen
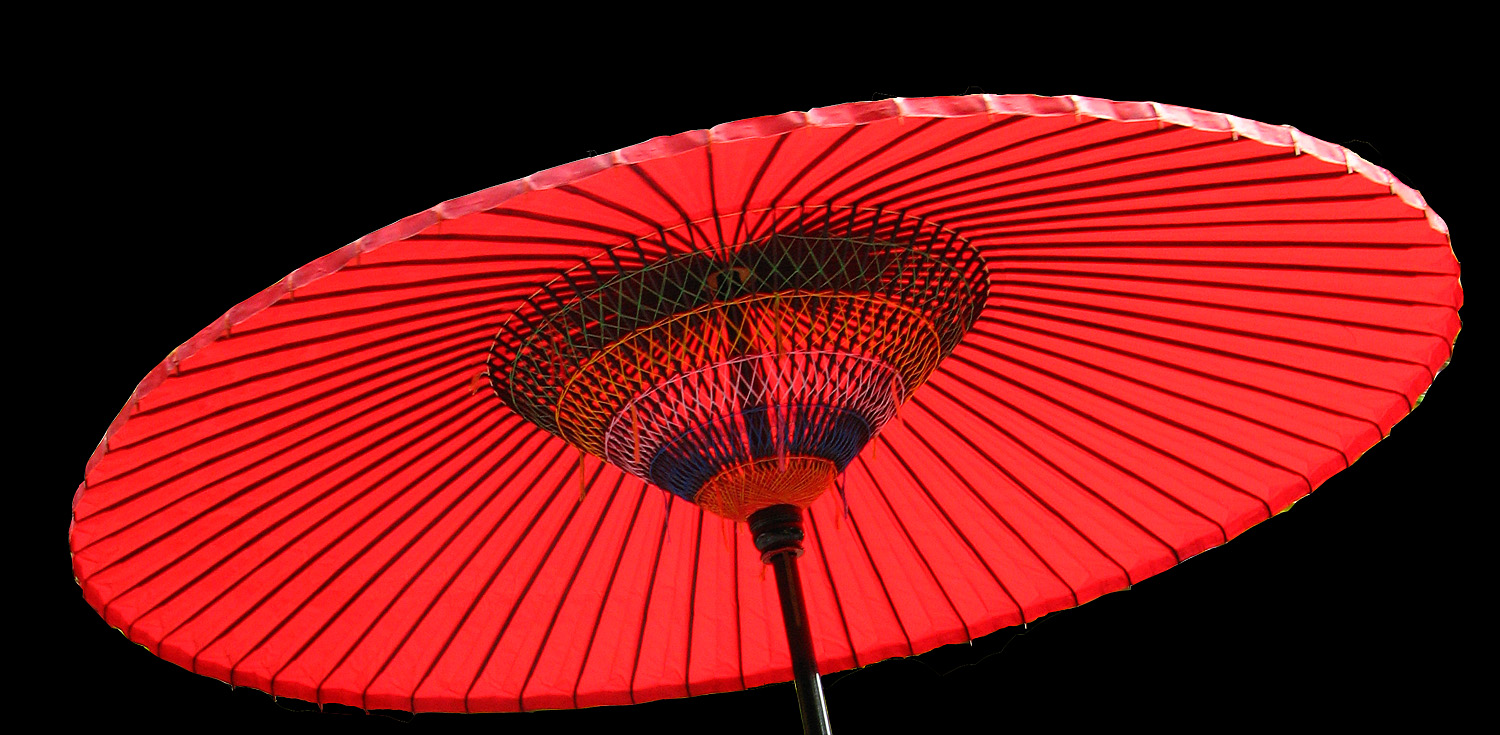
Ein japanischer Karakasa mit 60 Speichen
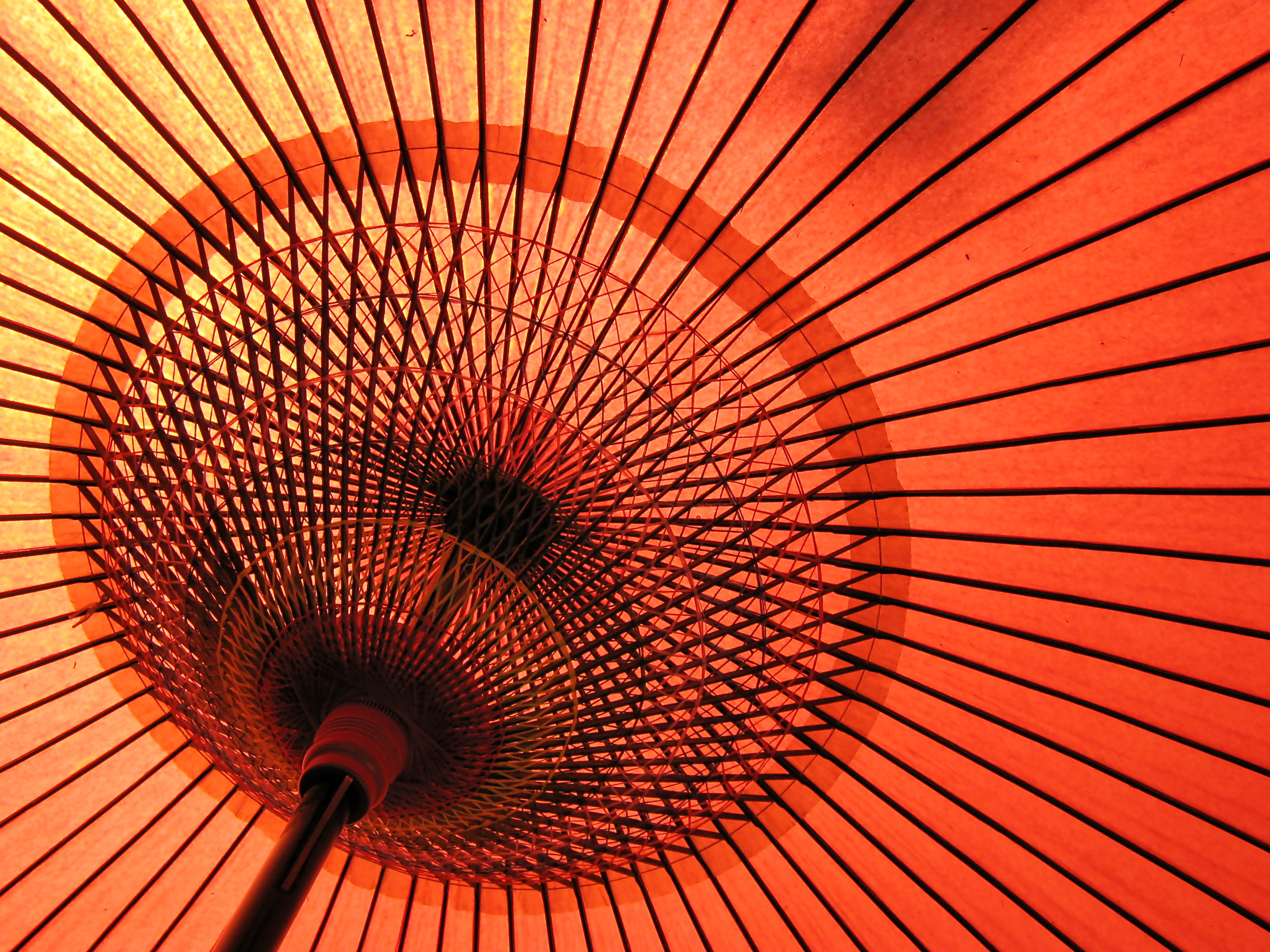
Japanischer Kyo-Wagasa-Schirm mit 70 Speichen

## Details

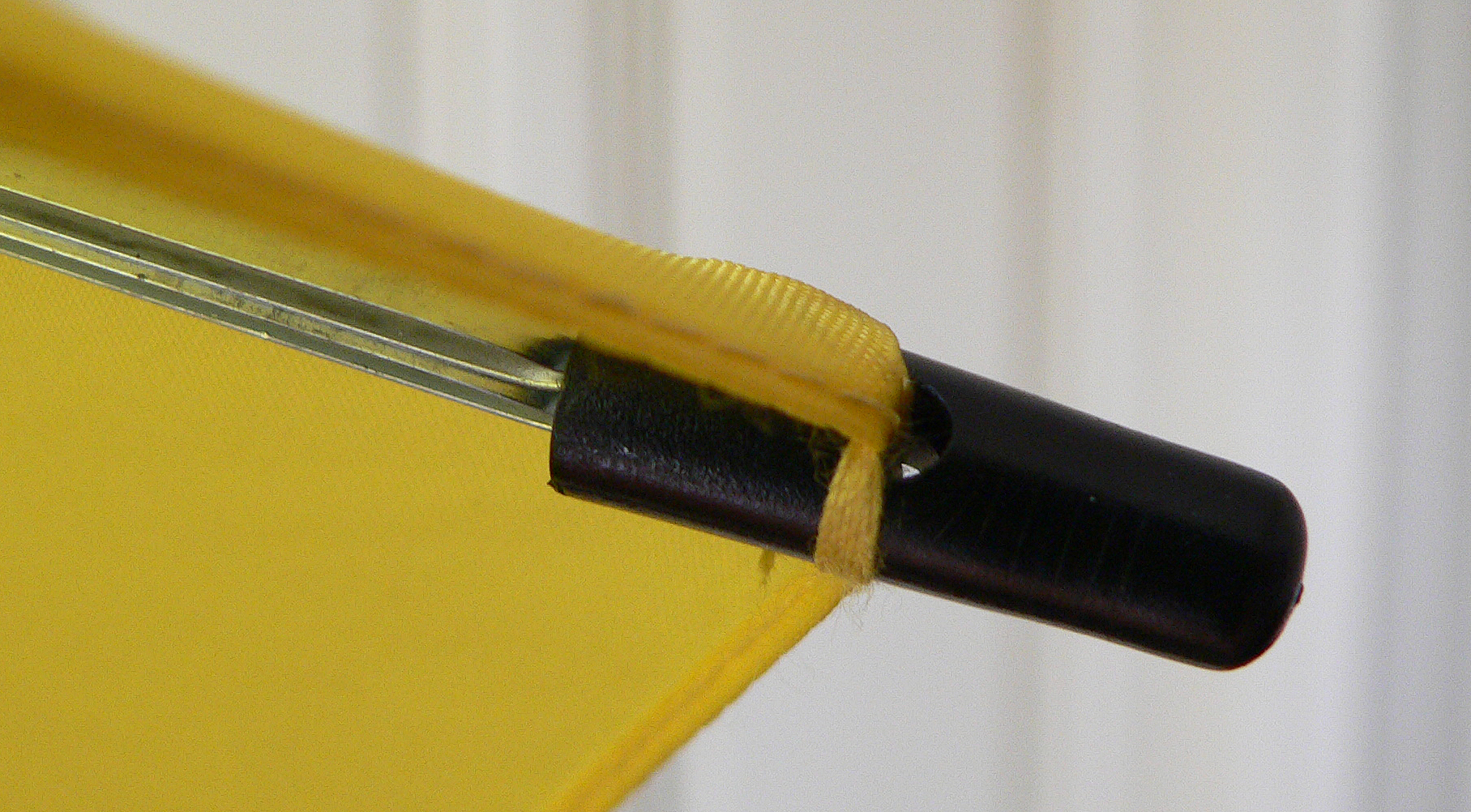
Kunststoffspitze mit der Kappnaht, von unten gesehen
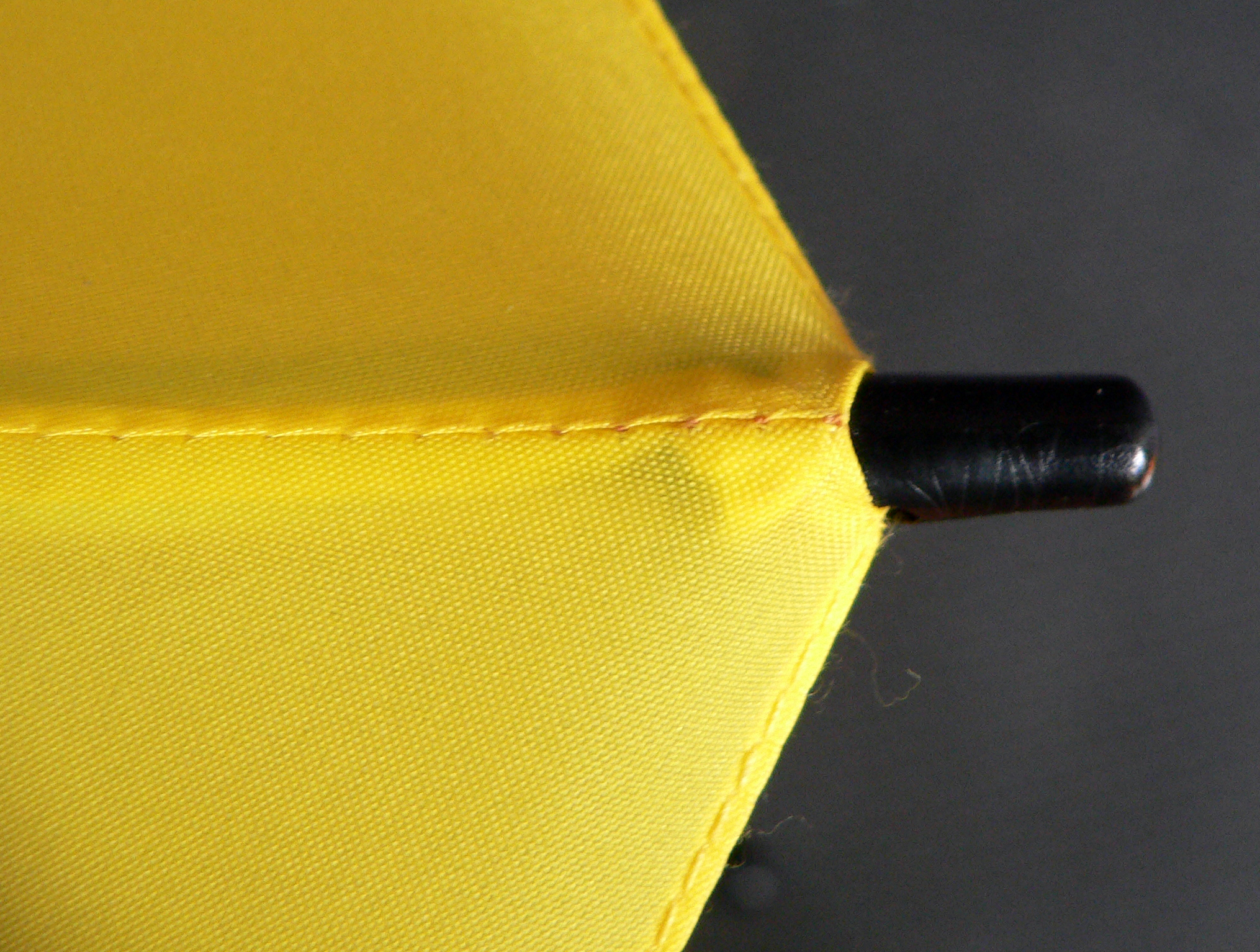
Kappnaht, von oben
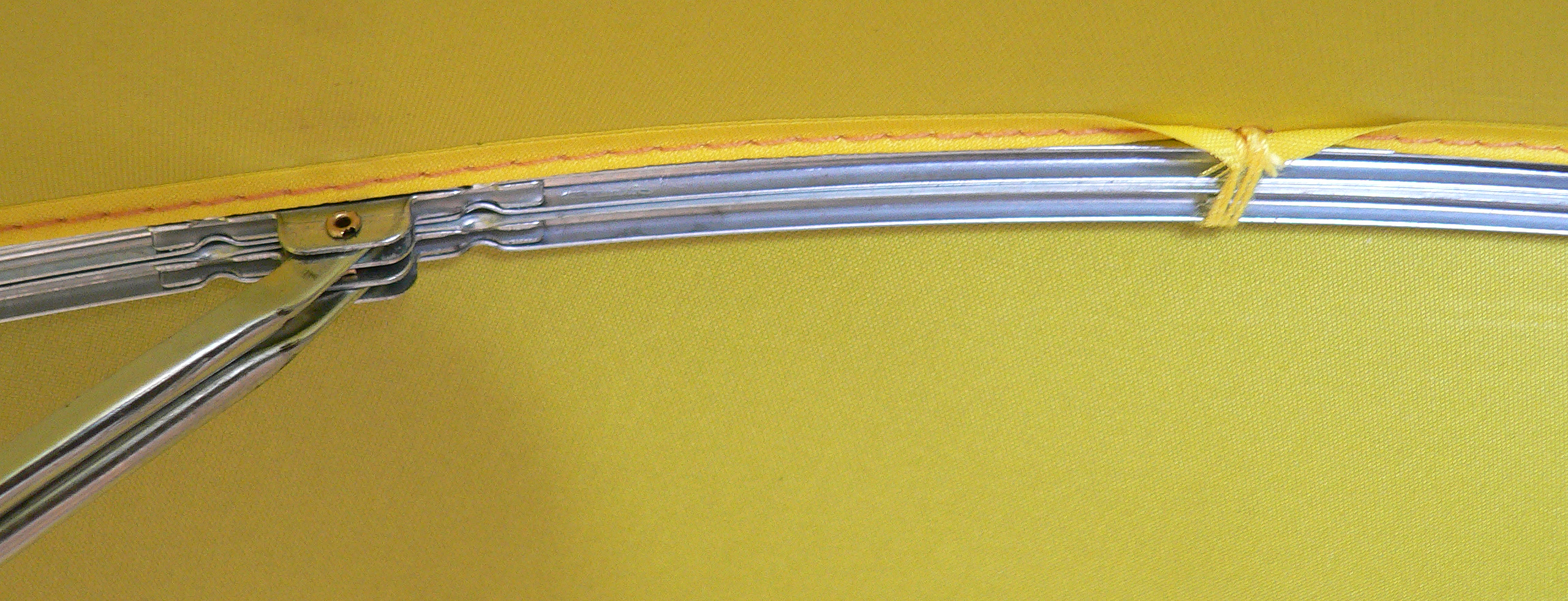
Messinghülsenverbindung am Speichengelenk, daneben die Speichen-Befestigung
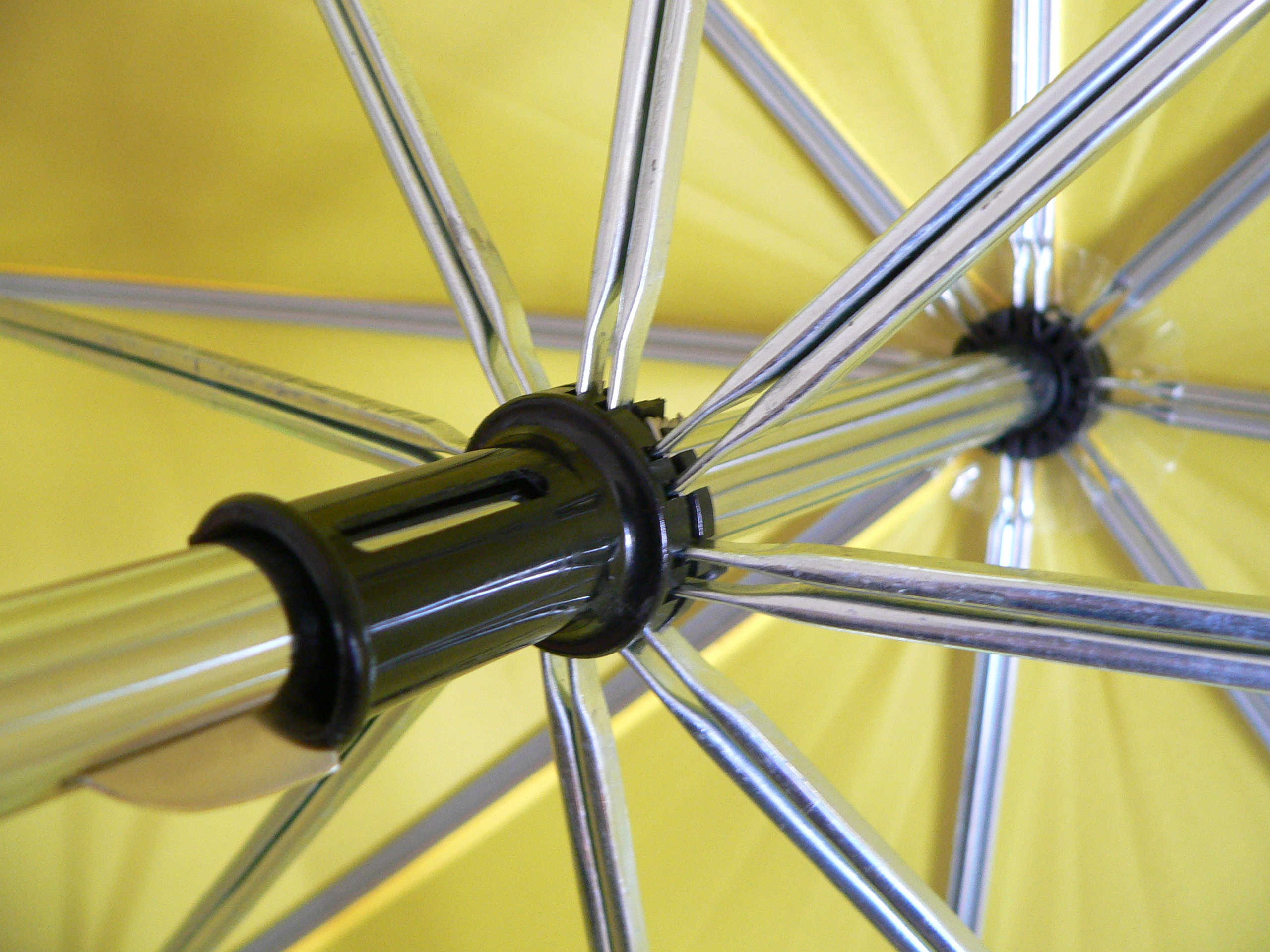
Stock, Schieber, Stangen und Krone eines Regenschirms
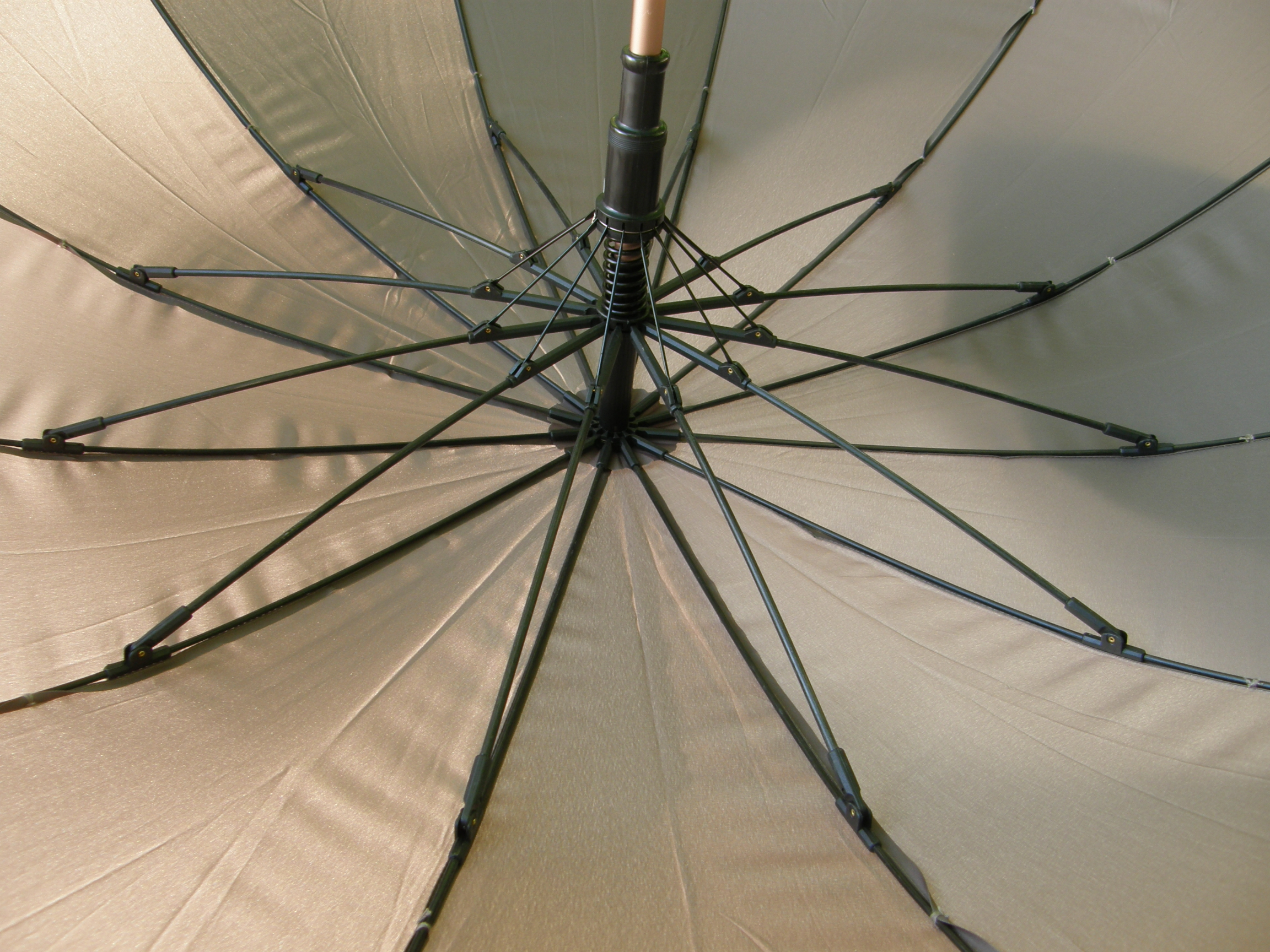
Fiberglasspeichen an einem Automatikstockschirm
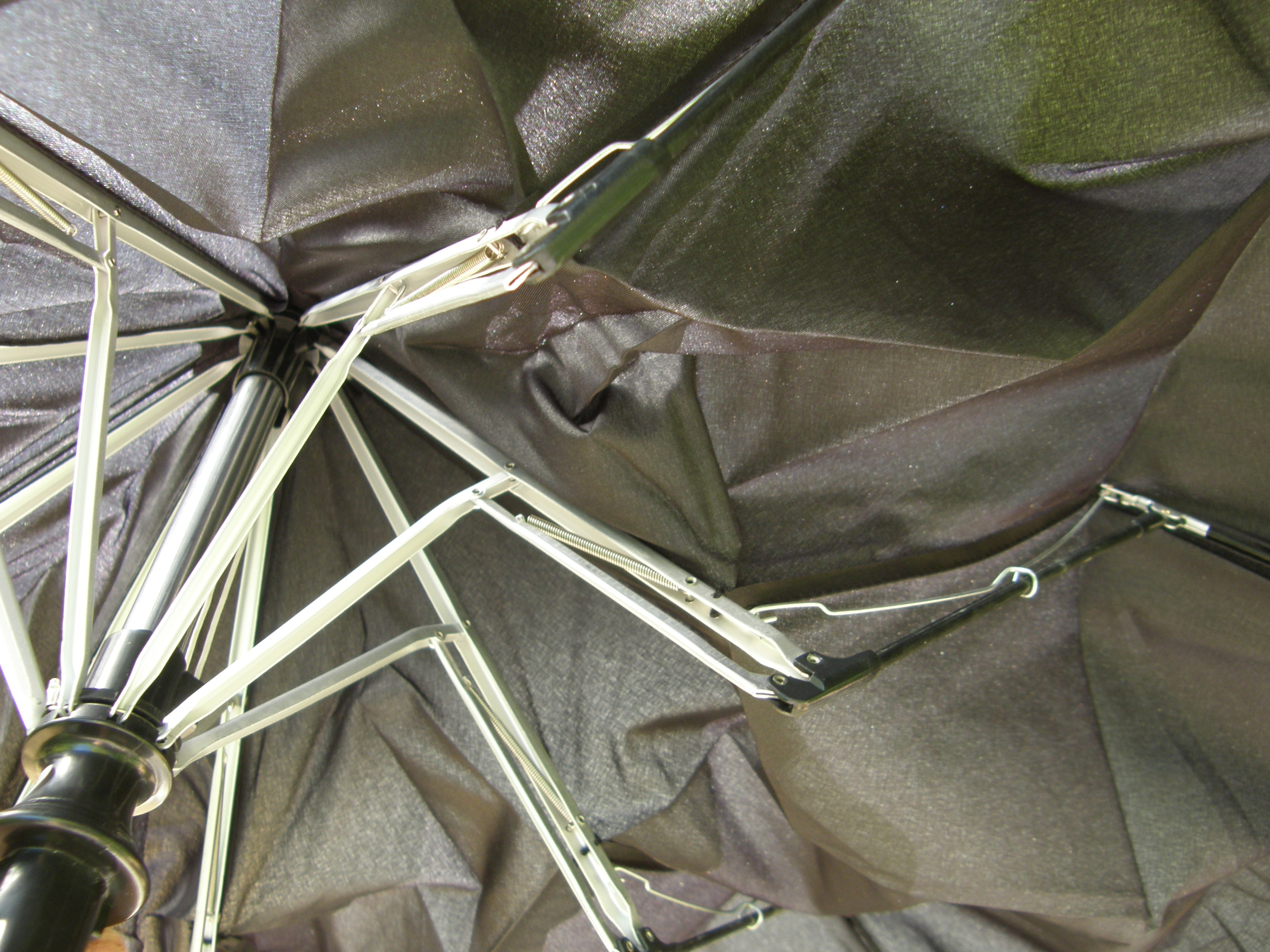
Speichen mit Zugfedern in einem Automatik-Auf&Ab-Schirm

## Kugelspitzen

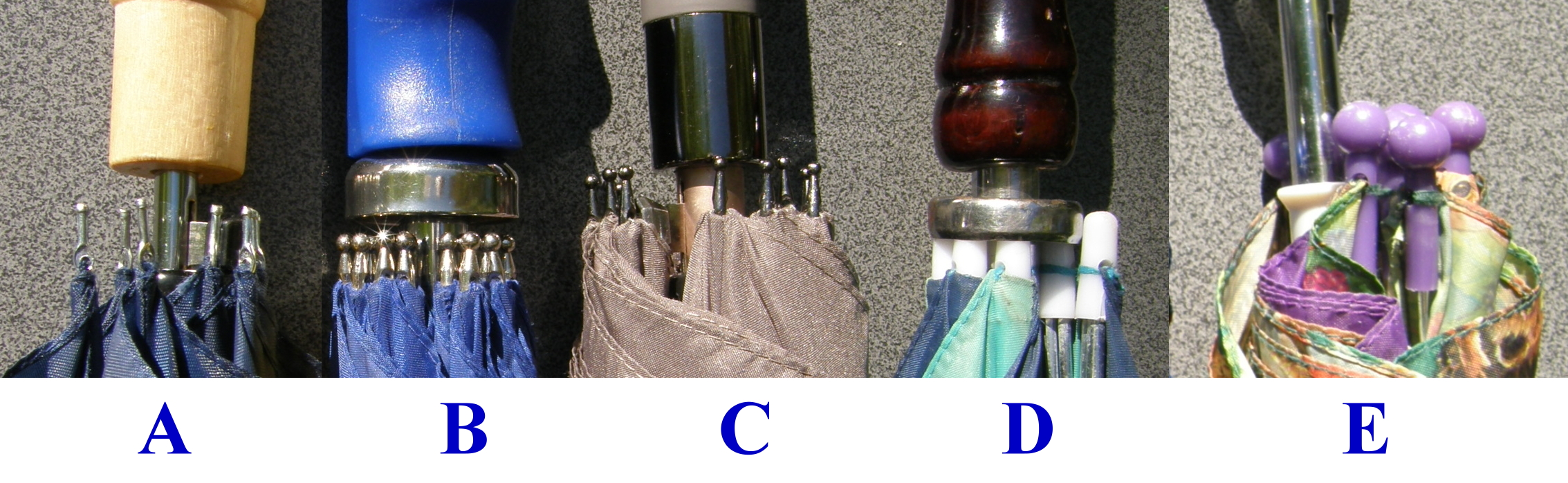
Auswahl an verschiedenen Speichen-/Kugelspitzen
Bei B und D lassen sich mit einer Schieberkappe die Speichenspitzen bündeln und verschließen

Die Verbindung von Schirmdecke mit den Speichenenden wird mit einer Naht in den Speichenspitzen vollführt. Dafür werden verschiedene Arten von Spitzen verwandt. Das Material reicht von einfachem Draht über Spritzguss-Hülsen und Kunststoff sowie Holz.
- A: Beispiel eines „Billig-Produktes“ ist das Loch in der Speiche
- B: verchromte Kugelspitze
- C: geschwärzte Kugelspitze
- D: Kunststoffspitze (fasst jeweils 2 Speichenenden)
- E: vergrößerte Kunststoffkugelspitzen (Sicherheitsspitzen) an einem Kinderschirm

## Schirmkunst

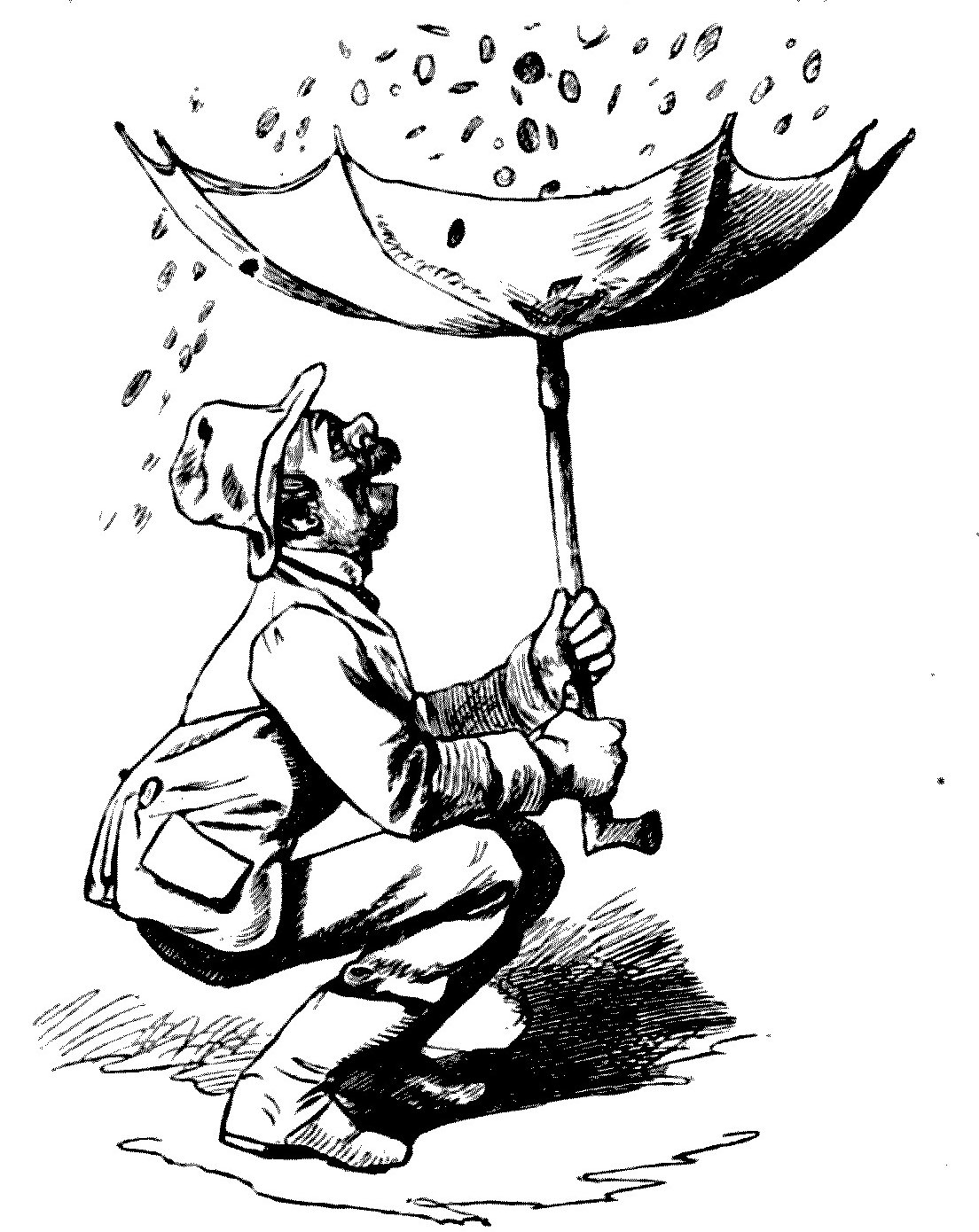
„Beliebte Zweckentfremdung“ an Fasching aus Lustige Botanik und Mineralogie. Braun & Schneider, München 1880
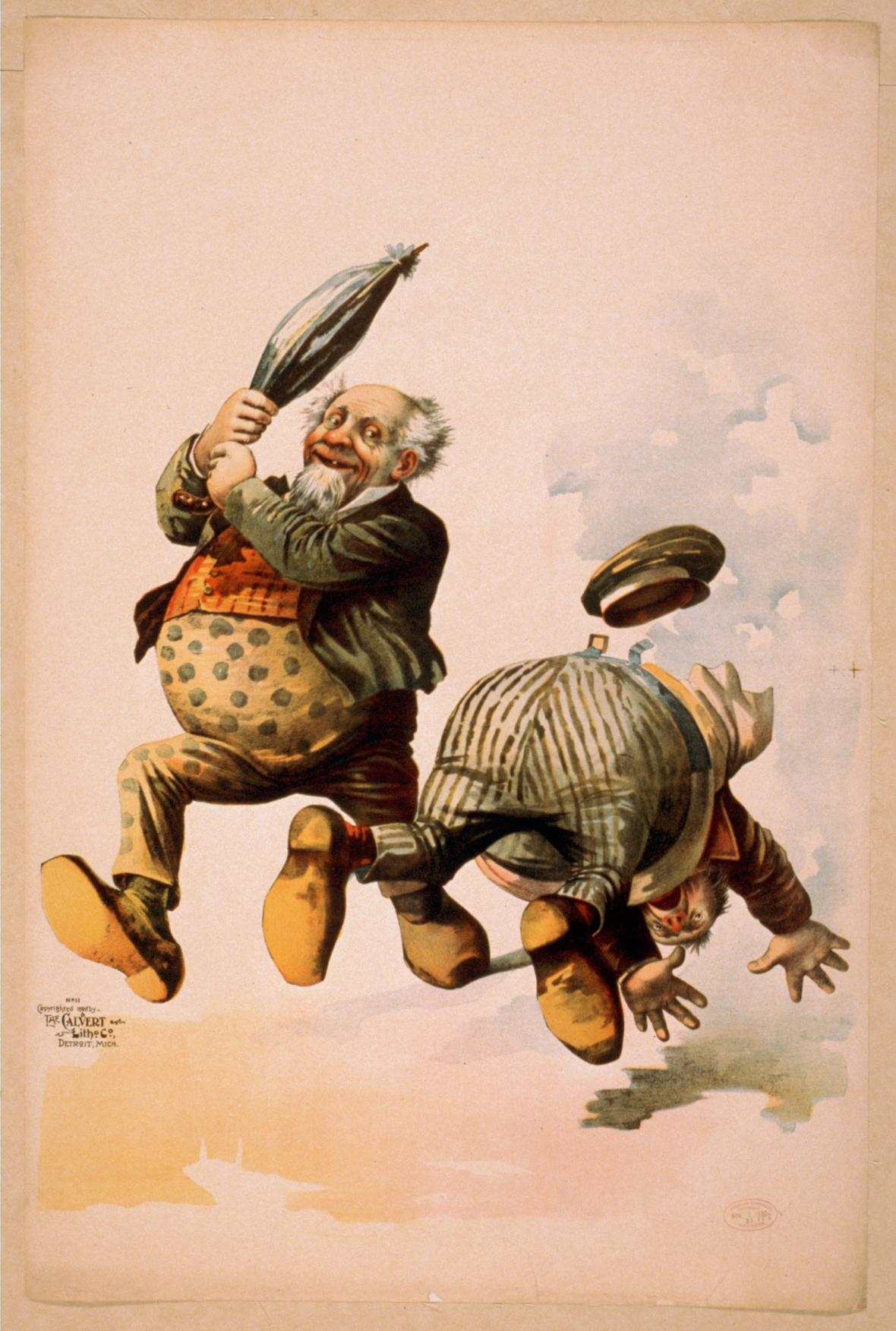
„Selbstverteidigung“ mit dem Schirm; Lithografie aus Detroit, Mich.: Calvert Litho. Co., um 1890.
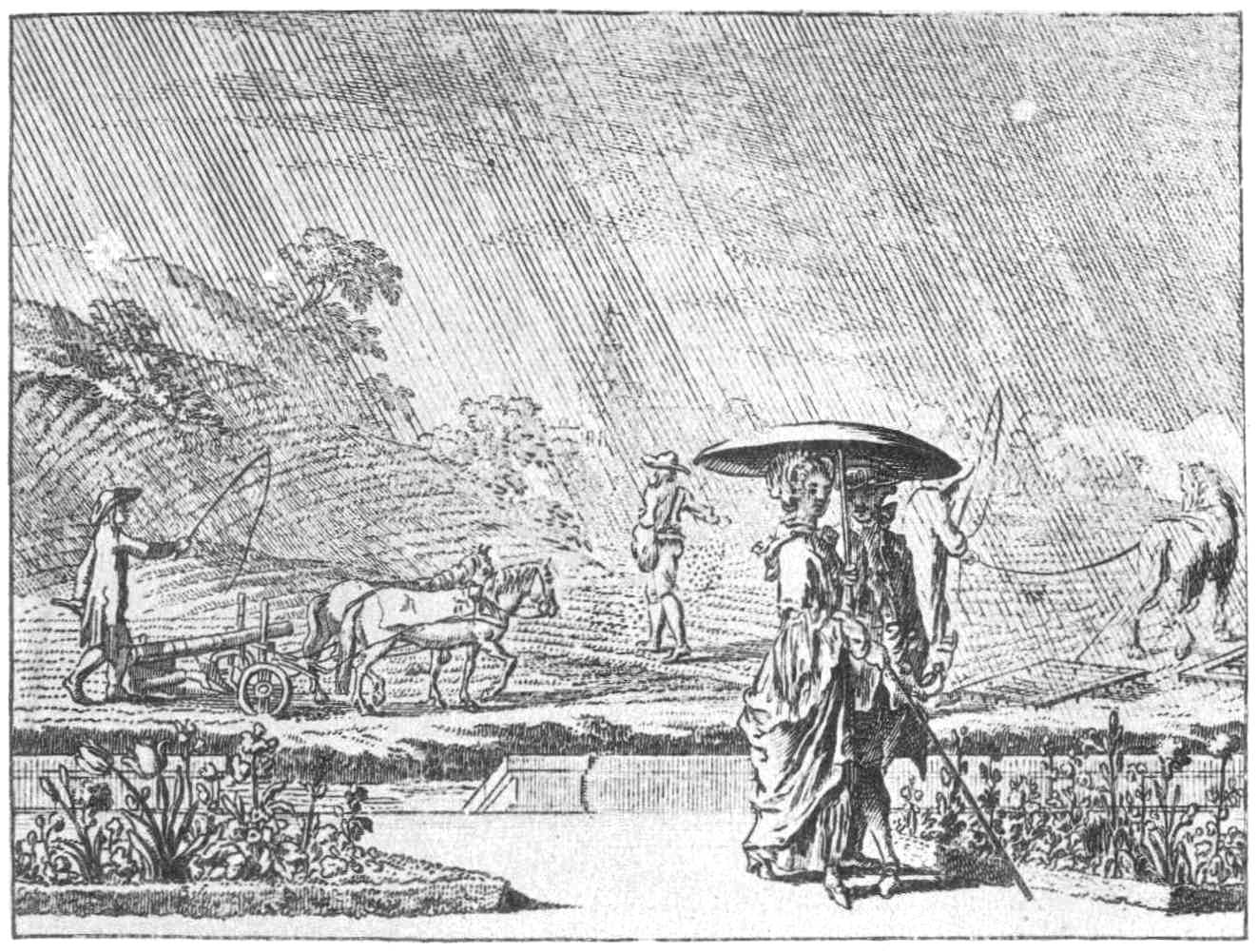
Regenschirm im Rokoko, Kupferstich von Daniel Chodowiecki, 1774
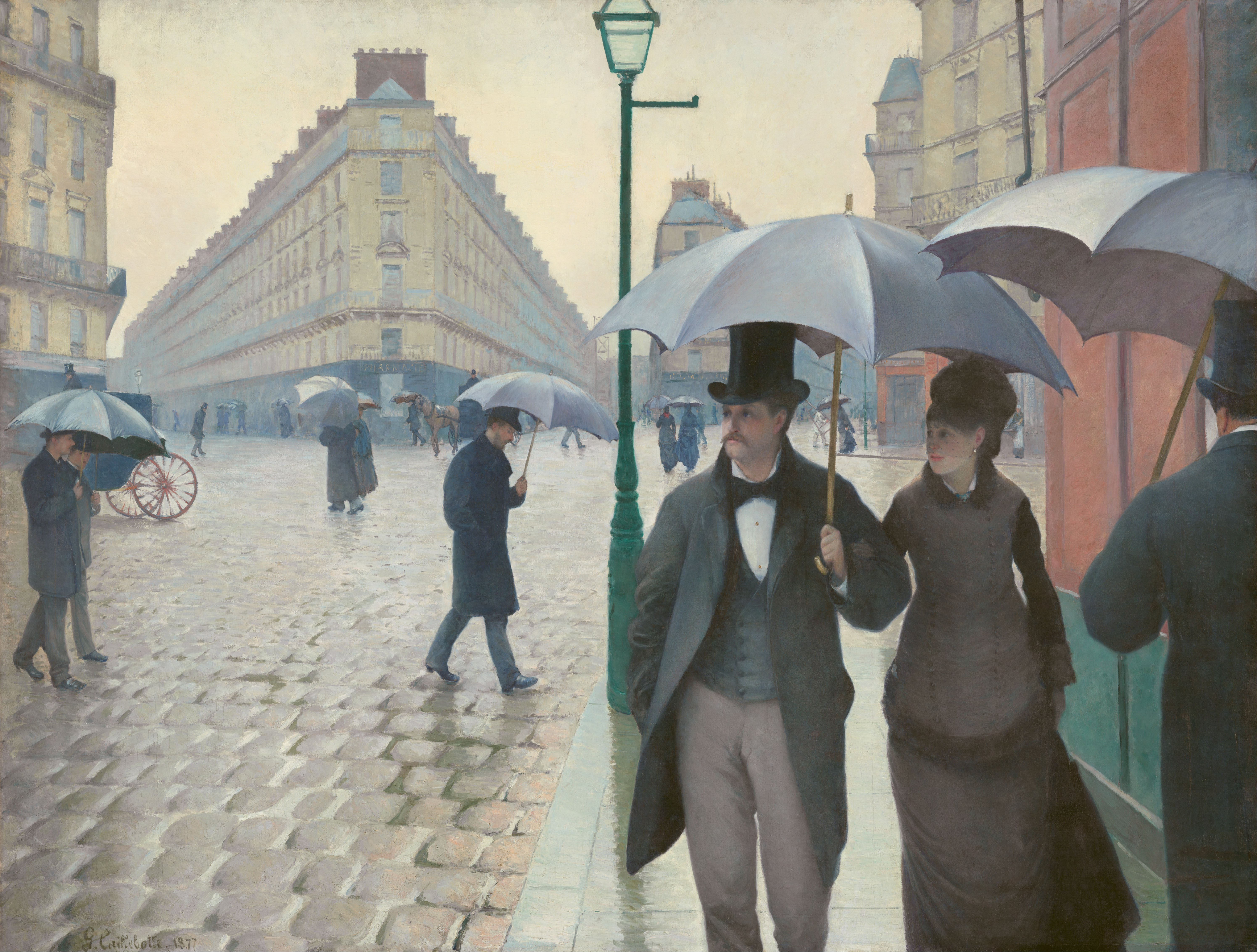
Gustave Caillebotte, Straße in Paris an einem regnerischen Tag, 1877
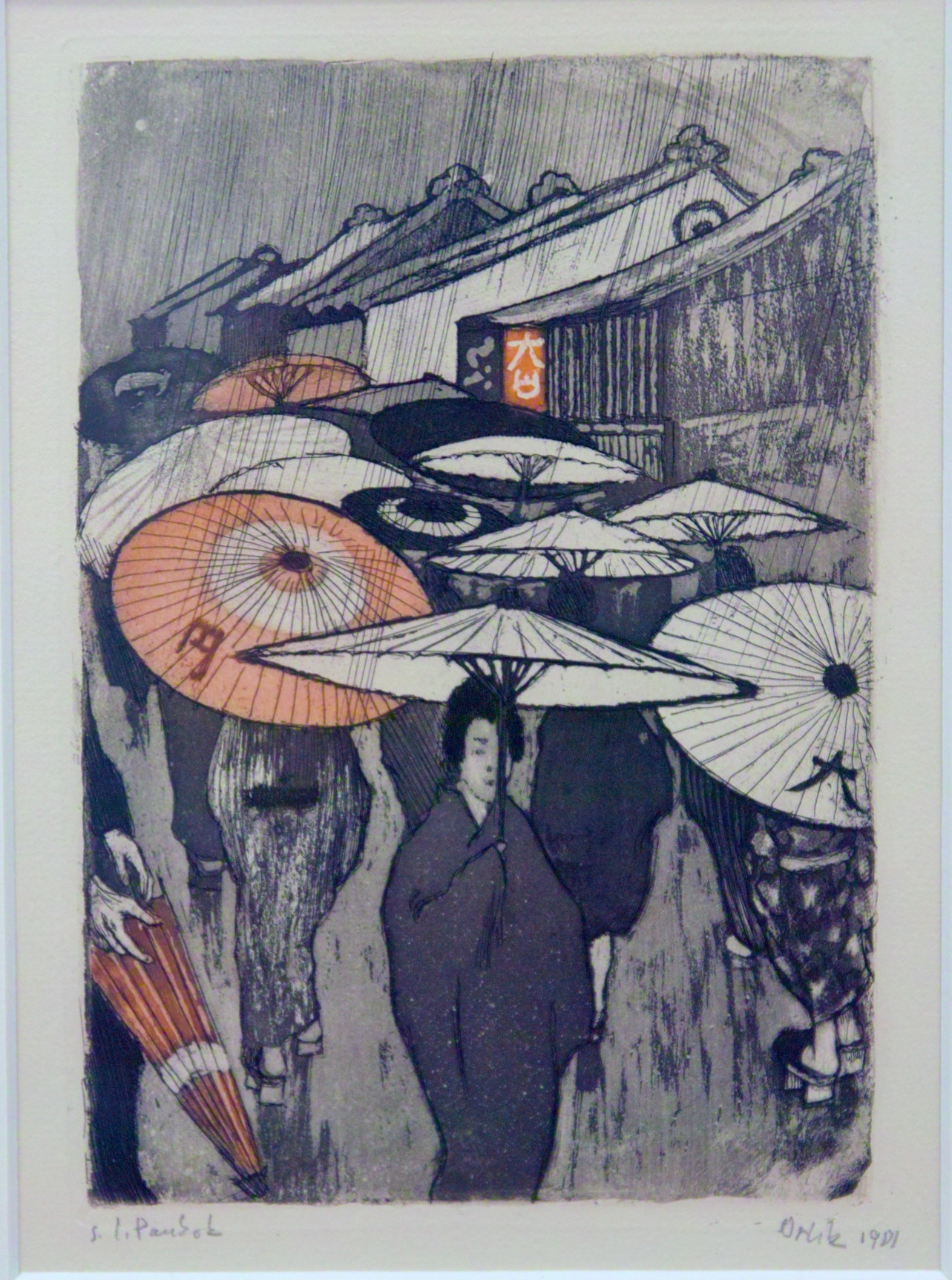
Emil Orlik: Regentag, 1901
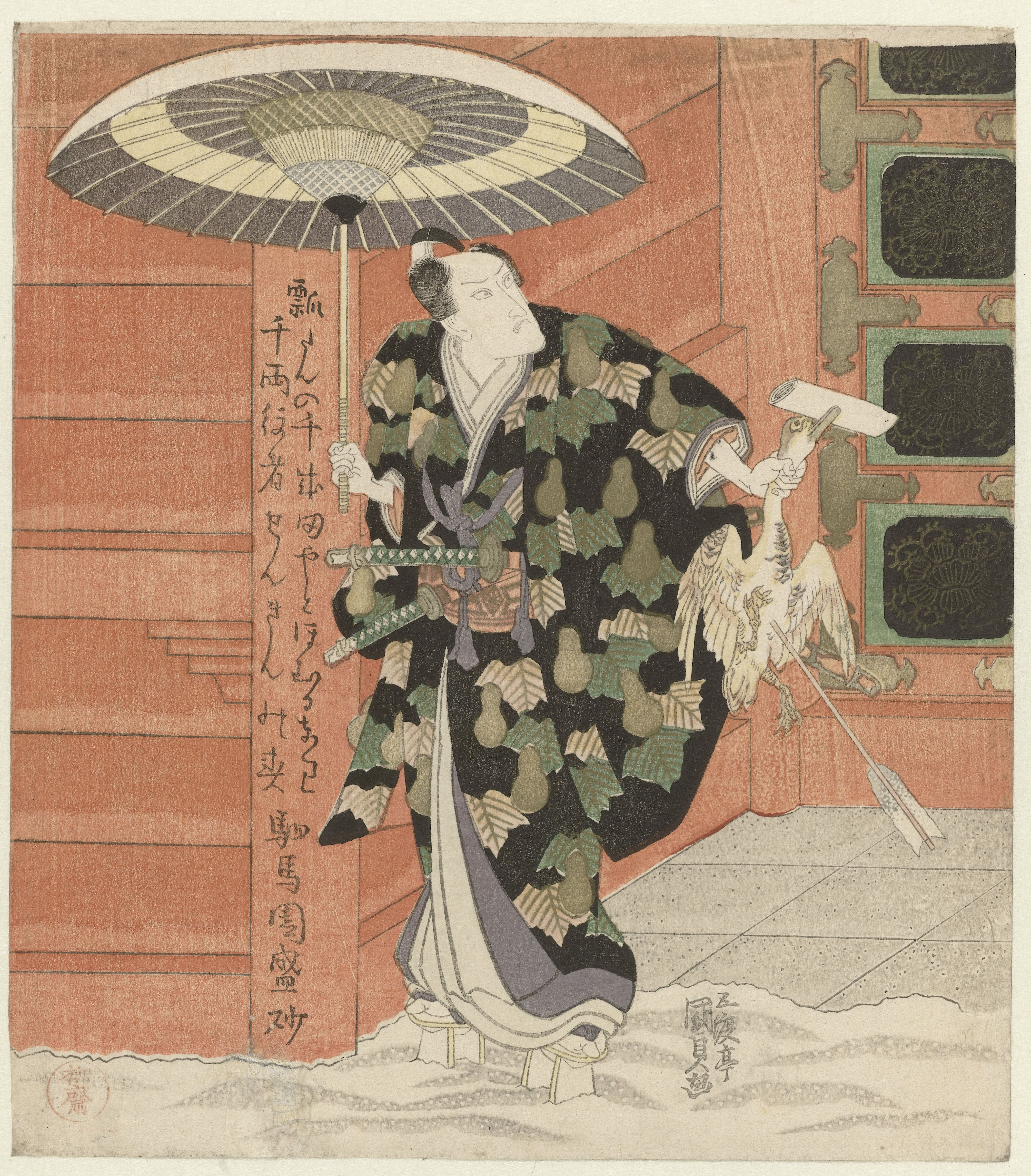
Farbholzschnitt von Kunisada (I), Utagawa 1820, RP-P-1958-460
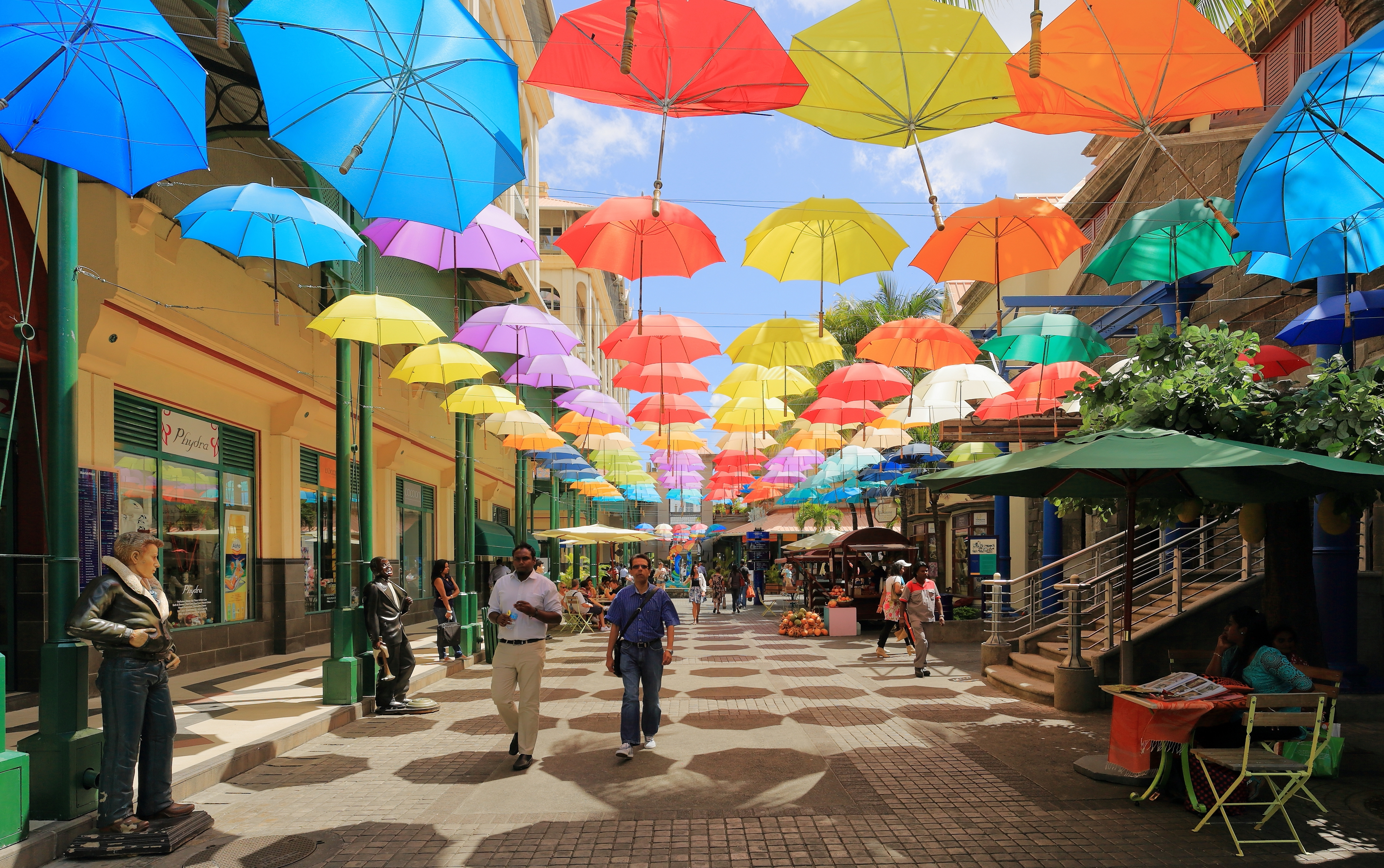
Regenschirme als Kunst im öffentlichen Raum auf Mauritius.

## Sonstiges

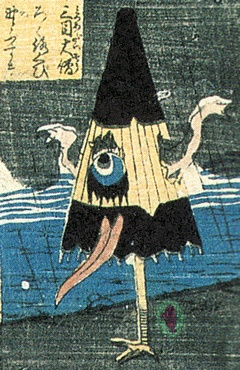
Ein Kasa-obake, ein japanischer Schirmgeist

- „Parapluie“ kommt in einigen österreichischen Ortsnamen vor: Parapluieberg gibt es in Bairisch-Kölldorf, Perchtoldsdorf und Retz. In Wien findet sich ein Parapluie Teich, in Lilienfeld ein Bergmugel namens Parapluie.
- Die Nutzung von Regenschirmen galt als unvereinbar mit dem Auftreten „harter Männer“. Die Preußischen Staatseisenbahnen verboten die Nutzung von Regenschirmen ausdrücklich, wenn Beamte Uniform trugen.[12] Gleiches galt  beim Militär.
- Im japanischen Volksglauben ist der Kasa-obake, der Papierschirmgeist, eine bekannte Figur.
- Für den Regenschirm gibt es in Unicode mehrere Schriftzeichen: ☂ (U+2602), ☔ (U+2614), 🌂 (U+1F302)
- Im Jahr 1935 wurde der ungarische Spielfilm Szent Péter esernyője (Der Regenschirm des Heiligen Petrus) gedreht.
- Aufgrund seiner charakteristischen Gestaltung erhielt das Haus der Regenschirme in Barcelona seinen Namen.
- Der Regenschirm wurde zur Waffe bei einem Regenschirmattentat umgebaut.
- Der erste Tarifvertrag wurde zwischen der deutschen Schirmindustrie und dem Gewerkverein der Heimarbeiterinnen 1906 in Königsberg (Preußen) abgeschlossen.[13]